# Chironia krebsii
Chironia krebsii är en gentianaväxtart som beskrevs av August Heinrich Rudolf Grisebach. Chironia krebsii ingår i släktet Chironia och familjen gentianaväxter. Inga underarter finns listade i Catalogue of Life.